# Roman Rupp
Roman Rupp (ur. 25 stycznia 1964 r.) – austriacki narciarz alpejski. Nie startował na igrzyskach olimpijskich. Zajął 9. miejsce w zjeździe na mistrzostwach świata w Vail w 1989 r. Najlepsze wyniki w Pucharze Świata osiągnął w sezonie 1989/1990, kiedy to zajął 34. miejsce w klasyfikacji generalnej, a w klasyfikacji zjazdu był dziewiąty.

## Sukcesy

### Puchar Świata

#### Miejsca w klasyfikacji generalnej
- 1986/1987 – 95.
- 1988/1989 – 49.
- 1989/1990 – 34.
- 1991/1992 – 153.

#### Miejsca na podium
1. Kitzbühel – 13 stycznia 1989 (zjazd) – 3. miejsce